# Nicole Sanderson
Nicole Therese Sanderson (* 1. April 1976 in Perth) ist eine ehemalige australische Beachvolleyballspielerin.

## Karriere
Sanderson spielte 1998 ihre ersten internationalen Turniere mit Tania Gooley. Bei der Weltmeisterschaft 1999 belegten die beiden Australierinnen Platz 25. Durch eine Knieverletzung verpasste Sanderson, die mittlerweile mit Angela Clarke aktiv war, im Juni 2000 die Olympischen Spiele in ihrer Heimat. Als sie 2002 wieder fit war, bildete sie ein neues Duo mit Annette Huygens Tholen.
Im folgenden Jahr kam sie mit ihrer langjährigen Partnerin Natalie Cook zusammen. Sanderson/Cook erreichten bei der WM in Rio de Janeiro mit einem Sieg gegen die US-Amerikanerinnen Jordan/Davis den dritten Rang. Bei ihrer Teilnahme am olympischen Turnier 2004 verpassten sie die Bronzemedaille durch eine Niederlage gegen das US-Duo McPeak/Youngs nur knapp. Dabei wurden beide Spielerinnen von gesundheitlichen Problemen an der Schulter eingeschränkt. Im gleichen Jahr gewannen sie die australische Meisterschaft. Nachdem sie sich nicht für die Weltmeisterschaft 2005 qualifizieren konnten, beendeten sie ein Jahr später ihre Zusammenarbeit. Trotzdem standen sie 2007 noch einmal gemeinsam auf dem Spielfeld, diesmal jedoch als Gegnerinnen. Im Finale der Landesmeisterschaft unterlag Nicole Sanderson gemeinsam mit Summer Lochowicz ihrer ehemaligen Partnerin, die mit Tamsin Barnett angetreten war.